# Bataille de Sdérot
Ne doit pas être confondu avec Bataille de Réïm ou Bataille de Zikim.
Guerre à Gaza depuis 2023
Batailles
L’attaque terroriste à  Sdérot (hébreu : קרב שדרות, arabe : معركة سديروت) a lieu le 7 octobre 2023, lorsque le Hamas lance plusieurs attaques de grande envergure contre Israël,. La ville israélienne de Sdérot, située près de la frontière entre Israël et la bande de Gaza, est depuis des années fréquemment la cible de tirs de roquettes et d'incursions palestiniennes au cours du conflit entre Israël et Gaza.

## Attaque
Le 7 octobre 2023, des hommes armés du Hamas, en provenance de la bande de Gaza, entrent dans la ville et engagent des échanges de tirs avec des unités de la police locale et des civils. De nombreux civils sont tués dans la rue et dans leurs maisons lors de l'attaque terroriste surprise,. Une partie d'entre eux sont des retraités assis à l'ombre d'un abribus au moment où ils étaient abattus.
Les ass maîtrisent finalement la garnison du poste de police local et l'occupent, tuant environ 30 personnes (dont des policiers et des civils). Après l'arrivée de renforts de Tsahal, le poste de police est encerclé puis repris, occasionnant la mort d'au moins dix combattants du Hamas. Des armes à feu et des bulldozers sont utilisés pour démolir le poste de police de Sdérot et tous les hommes armés qui s'y trouvent.
Le 8 octobre en fin de journée, la municipalité de Sdérot publie les noms des membres des Forces de défense israéliennes, de la police israélienne et des pompiers tués lors de l'attaque.

## Massacre des retraités
Le matin du 7 octobre, un minibus touristique est parti de l'ouest du Néguev en direction de la mer Morte pour organiser un voyage pour un groupe de retraités, dont certains sont des survivants de l'Holocauste. Le minibus a pris en charge des retraités à Ofaqim, Netivot, puis Sdérot. En raison d'une crevaison, le minibus s'arrête à l'entrée de Sdérot pour la réparation. C'est alors qu'une sirène retentit et que les occupants du minibus sortent de celui-ci pour se rendre à l'abri, mais la porte de l'abri, qui était un abri à ouverture automatique, ne s'ouvre pas. Deux camionnettes chargées de terroristes du Hamas qui sont entrées dans Sdérot reconnaissent le groupe et abattent tout le monde à bout portant. La conductrice parvient à s'échapper avec une autre femme et se réfugient derrière une glissière de sécurité. Les terroristes les abattent. Les quinze passagers du bus sont assassinés.